# Una viuda casi alegre
 Una viuda casi alegre  es una película en blanco y negro de Argentina dirigida por Román Viñoly Barreto sobre el propio guion de José María Fernández Unsaín que se estrenó el 23 de noviembre de 1950 y que tuvo como protagonistas a Elina Colomer, Roberto Escalada, Carlos Thompson, Andrés Mejuto y Judith Sulián.

## Sinopsis
Una joven viuda concurre a una agencia matrimonial donde le presentan tres pretendientes a sueldo que terminan enamorándose de ella.

## Reparto
- Elina Colomer ... Viuda de Giménez Victoria
- Roberto Escalada ... Pedro Peña
- Carlos Thompson ... Dr. Francisco Martínez
- Andrés Mejuto ... Mariano X(Xenofonte) Gómez
- Judith Sulián ... Lucrecia
- Adolfo Linvel ... Thomás
- Osvaldo Bruzzi
- Gloria Ferrandiz ... Madre de Pedro
- Hilda Rey
- Juan Carrera
- Alberto Berco
- Daniel Tedeschi
- Max Citelli

## Comentarios
La crónica de la revista Set dijo:

”Dando vida a un libreto con muchas cosas interesantes y otras quetocan el detalle común, Viñoly Barreto, cotando con amplia y eficaz colaboración técnica ha conducido un elenco de correctos intérpretes…Andrés Mejuto en un trabajomeritorio y quizás el mejor que haya logrado en nuestro medio.”

Por su parte King opinó:

”El comienzo es débil, el final merecía más ingenio y el personaje de Roberto Escalada…es por momentos chabacano y grosero. Tres detalles que se diluyen sin embargo, ante la gracia frecuente de las situaciones.”